# Etsako Central
Etsako Central est une zone de gouvernement local du nord de l'État d'Edo au Nigeria,. Son siège se situe dans la ville de Fugar.
La langue majoritairement parlée dans l'Etsako Central est l'Afenmai. L'Islam et le Christianisme sont les deux religions les plus pratiquées parmi les habitants de la zone.

## Villes et Villages
| Ape        | 312108 |
| Apeabebe   | 312108 |
| Atavo      | 312108 |
| Awuyemi    | 312113 |
| Imiekhuri  | 312113 |
| Iviakpela  | 312108 |
| Iviochie   | 312109 |
| Ogbago     | 312108 |
| Sabogida   | 312111 |
| Ukhomoduba | 312110 |

## Économie
60% de la population d'Etsako Central est composé d'agriculteurs, de chasseurs et de pêcheurs. Dans la région, les cultures les plus pratiquées sont l'igname, le manioc ainsi que le maïs.
Il existe cependant d'autres activités commerciales importantes dans la région, à l'image de la sculpture sur bois, de la forge ainsi que du commerce basique en marché,.

## Source
- (en) Cet article est partiellement ou en totalité issu de l’article de Wikipédia en anglais intitulé « Etsako Central » (voir la liste des auteurs).